# Apostel Baha’u’llahs
Die Apostel Baha’u’llahs waren 19 frühe Bahai, die von Shoghi Effendi den Titel Apostel Baha’u’llahs erhielten. Diese Bahai hatten in der frühen Geschichte der Bahai-Religion großen Anteil an der Verbreitung der Bahai-Religion außerhalb der Entstehungszentren Persien und dem Osmanischen Reich. Ihre Bedeutung für die Bahai-Religion ähnelt denen von Jakobs Söhnen im Judentum, den Aposteln im Christentum, den Gefährten Mohammeds im Islam und den Buchstaben des Lebendigen im Babismus.

## Die Apostel Baha’u’llahs
1. Mirza Musa
2. Badi’
3. Nurayn-i-Nayyirayn
4. Haji Amin
5. Mirza Abu’l-Fadl
6. Varqa
7. Mirza Mahmud
8. Haji Akhund
9. Nabil-i-Akbar
10. Vakilu’d-Dawlih
11. Ibn-i-Abhar
12. Nabil-i-A’zam
13. Kazim-i-Samandar
14. Mirza Mustafa
15. Mishkin-Qalam
16. Adib
17. Shaykh Muhammad Ali
18. Zaynu’l-Muqarrabin
19. Ibn-i-Asdaq